# Joie de vivre (album)
Pour les articles homonymes, voir Joie de vivre.
Albums de Louane
Louane
(2017) Sentiments
(2022)
Singles
1. Donne-moi ton cœur
Sortie : 3 juillet 2020
2. Derrière le brouillard
Sortie : 11 septembre 2020
3. Désolée
Sortie : 17 novembre 2020
4. Aimer à Mort
Sortie : 14 mai 2021
5. Tornade
Sortie : 8 octobre 2021

Joie de vivre est le troisième album de la chanteuse française Louane. Il est sorti le 23 octobre 2020 chez Mercury Records.
Une réédition intitulée En Couleurs est publiée le 12 novembre 2021
La pochette est réalisée par l’artiste photographe Martin Parr.

## Promotion

### Singles
Trois chansons de l'album sont sorties en single: Donne-moi ton cœur le 3 juillet 2020, Désolée le 17 novembre 2020, et Aimer à mort le 4 juin 2021.
La réédition En couleur est portée par le single Tornade, sortit le 8 octobre 2021.

### Clips vidéo
En plus des singles, plusieurs clips vidéo ont été sortis pour accompagner des chansons de l'album :
- Donne-moi ton cœur, le 3 juillet 2020, en même temps que la sortie du single[3] ;
- Peut-être, le 23 octobre 2020[4] ;
- Poésie indécise, le 25 septembre 2020[5] ;
- Désolée, le 26 novembre 2020[6];
- Derrière le brouillard (avec Grand Corps Malade), le 23 février 2021;
- Aimer à Mort, le 4 juin 2021;
- Tornade, le 8 octobre 2021;
- Comment faire, le 5 novembre 2021.

## Liste des titres
| 1.  | Intro                                            | 0:12 |
| 2.  | Songes                                           | 2:40 |
| 3.  | Donne-moi ton cœur                               | 4:32 |
| 4.  | Poésie indécise                                  | 3:50 |
| 5.  | Pleure                                           | 3:25 |
| 6.  | 1nterlude                                        | 0:15 |
| 7.  | 3919                                             | 2:55 |
| 8.  | Peut-être                                        | 3:03 |
| 9.  | J'peux pas                                       | 2:46 |
| 10. | Love                                             | 3:16 |
| 11. | Sans ta voix                                     | 3:08 |
| 12. | Interlud3                                        | 0:16 |
| 13. | Désolée                                          | 3:03 |
| 14. | Toute ma vie (feat. Soolking)                    | 3:00 |
| 15. | Aimer à mort                                     | 2:56 |
| 16. | À l'autre                                        | 3:01 |
| 17. | Mademoiselle tout le monde                       | 2:35 |
| 18. | Ta peau                                          | 3:02 |
| 19. | Donne-moi ton cœur (version radio)               | 3:09 |
| 20. | Derrière le brouillard (avec Grand Corps Malade) | 4:13 |

## Classements hebdomadaires
| Classements (2020)           | Meilleure position |
| ---------------------------- | ------------------ |
| Allemagne (Media Control AG) | 92                 |
| Belgique (Flandre Ultratop)  | 135                |
| Belgique (Wallonie Ultratop) | 6                  |
| France (SNEP)                | 6                  |
| France (SNEP Physique)       | 4                  |
| Suisse (Schweizer Hitparade) | 9                  |
| Suisse (Charts Romandie)     | 4                  |

## Certification
En France, l'album obtient le disque de platine en décembre 2021.
| Pays     | Certification |
| -------- | ------------- |
| France : | Platine       |